# Casalgrande
Casalgrande är en ort och kommun i provinsen Reggio Emilia i regionen Emilia-Romagna i Italien. Kommunen hade 18 982 invånare (2018).